# Миловидовка (Полтавская область)
Миловидовка (укр. Миловидівка) — село, Гориславский сельский совет, Кременчугский район, Полтавская область, Украина.
Код КОАТУУ — 5322480806. Население по переписи 2018 года составляло 292 человек.

## Географическое положение
Село Миловидовка находится на левом берегу реки Сухой Кагамлык, выше по течению примыкает село Коржовка, ниже по течению на расстоянии в 2 км расположено село Вольная Терешковка,
на противоположном берегу — село Гориславцы. Река в этом месте пересыхает, на ней сделана запруда. Рядом проходит железная дорога, станция Платформа 272 км в 2-х км.

## История
- В 1862 году в деревне владельческой Миловидовка было 32 двора где жило 254 человека.[2]

- В 1911 году в деревне Миловидовка жило 199 человек.[3]
- Есть на карте 1826-1840 годов как Миловидновка.[4]